# Het lange kerstdiner
Het lange kerstdiner is een hoorspel naar het toneelstuk The Long Christmas Dinner (1931) van Thornton Wilder. Coos Mulder vertaalde het en de VPRO zond het uit op vrijdag 25 december 1964. De muziek was gebaseerd op The twelve days of Christmas van Han Reiziger. De regisseur was Coos Mulder. De uitzending duurde 36 minuten.

## Rolbezetting
- Coba Kelling (moeder Bayard)
- Coen Flink (haar zoon Roderick)
- Andrea Domburg (haar schoondochter Lucia)
- Hans Croiset & Ina van Faassen (hun kinderen Charles & Geneviève)
- Mariëtte Flink (Leonora, vrouw van Charles)
- Jules Royaards, Erik Plooyer & Ellen van Hemert (de kinderen van Charles en Leonora, Roderick, Samuel & Lucia)
- Frans van der Lingen (neef Brandon)
- Jenny van Maerlant (nicht Ermengarde)

## Inhoud
Het lange kerstdiner brengt ons de levens van elf leden en vier generaties van de familie Bayard, tijdens een negentig jaar durende reeks kerstdiners in het huis van de Bayards. Het eerste kerstdiner wordt gegeven door Roderick en Lucia Bayard, die kortgeleden het huis hebben gekocht en Rodericks moeder inviteren om samen met hen het feest te vieren. De feesttraditie zet zich door en neef Brandon, een drinkebroer, komt bij de groep, moeder Bayard overlijdt, Roderick wordt rijk, en Roderick en Lucia krijgen een zoon, Charles, en een dochter, Genevieve. Tijdens een reeks korte gedramatiseerde diners komen de kinderen in hun leven en groeien op. De tijden veranderen een beetje. Roderick wordt ziek en overlijdt ten gevolge van zijn drankzucht. Genevieve gaat naar het buitenland om muziek te studeren. Charles trouwt met Leonora; ze krijgen drie kinderen: de tweelingen Lucia en Samuel, en nog een zoon, Roderick. Samuel wordt gedood in de Eerste Wereldoorlog, Lucia en Roderick gaan de stad uit om hun geluk te beproeven, en een bejaarde nicht, Ermengarde, komt mee aan de kersttafel aanschuiven. Bij het laatste diner is Ermengarde alleen. Ze leest een brief van Leonora, nu alleen en oud, die zich opmaakt om voor de eerste keer naar het kerstdiner te gaan in het nieuwe huis van haar gehuwde kinderen, die hun eerste kind verwachten. Zo is de familiecyclus afgesloten en begint er een nieuwe, in een ander huis.